# 190. peruť (Izrael)
190. peruť (hebrejsky טייסת 190‎) Izraelského vojenského letectva, také známá jako Kouzelný dotyk, je perutí vrtulníků AH-64A dislokovanou na základně Ramon.